# Ziauddin Pur
Ziauddin Pur es una ciudad censal situada en el distrito de Delhi noreste,  en el territorio de la capital nacional,  Delhi (India). Su población es de 68993 habitantes (2011). 

## Demografía
Según el censo de 2011 la población de Ziauddin Pur era de 68993 habitantes, de los cuales 36451 eran hombres y 32542 eran mujeres. Ziauddin Pur tiene una tasa media de alfabetización del 82,76%, inferior a la media estatal del 86,21%: la alfabetización masculina es del 88,90%, y la alfabetización femenina del 75,88%.